# Patersonia pygmaea
Patersonia pygmaea är en irisväxtart som beskrevs av John Lindley. Patersonia pygmaea ingår i släktet Patersonia och familjen irisväxter. Inga underarter finns listade i Catalogue of Life.